# Chris Rock
Christopher Julius Rock (Andrews, Carolina del Sur, 7 de febrero de 1965),más conocido como Chris Rock, es un actor, comediante, guionista, productor y director de cine estadounidense. Fue elegido en los Estados Unidos como el quinto mejor cómico monologuista de todos los tiempos por Comedy Central. También en 2007 fue votado en el Reino Unido como el noveno mejor humorista en el programa 100 Greatest Stand-Ups de Channel 4 y de nuevo en la lista actualizada de 2010 como el octavo mejor humorista. 
Después de trabajar como comediante y aparecer en papeles secundarios, Rock llegó a ser más prominente como miembro del reparto de Saturday Night Live a principios de la década de 1990. Continuó con apariciones cinematográficas más prominentes, con papeles protagónicos en Down to Earth (2001), Head of State (2003), The Longest Yard (2005), la franquicia de películas Madagascar (2005-2012), Grown Ups (2010), su secuela Grown Ups 2 (2013), Top Five (2014) y una serie de aclamados especiales para HBO. Desarrolló, escribió y narró la comedia Everybody Hates Chris (2005-2009), que se basó en sus primeros años de vida. 
Rock fue presentador de los 77 Premios de la Academia en 2005 y los 88 en 2016. Ha ganado cuatro premios Emmy y tres premios Grammy. Fue votado como el quinto mejor comediante en una encuesta realizada por Comedy Central. También fue votado en el Reino Unido como el noveno mejor cómic de stand-up en los 100 mejores stand-ups de Channel 4 en 2007, y nuevamente en la lista actualizada de 2010 como el octavo mejor cómico de stand-up.

## Infancia y adolescencia
Christopher Julius Rock nació en Andrews, Carolina del Sur, el 7 de febrero de 1965. Poco después de su nacimiento, sus padres se mudaron al barrio Crown Heights de Brooklyn, Nueva York. Unos años más tarde, se mudaron y se establecieron en el área de clase trabajadora de Bedford-Stuyvesant. Su madre, Rosalie (de soltera Tingman), era maestra y trabajadora social para discapacitados mentales; su padre, Julius Rock, era camionero y repartidor de periódicos. Julius murió en 1988 después de una cirugía de úlcera. Los hermanos menores de Rock, Tony, Kenny, y Jordan también están en el negocio del entretenimiento. Su medio hermano mayor, Charles, murió en 2006 después de una larga lucha contra el alcoholismo. Rock ha dicho que fue influenciado por el estilo de actuación de su abuelo paterno, Allen Rock, un predicador. 
La historia familiar de Rock se perfiló en la serie PBS African American Lives 2 en 2008. Una prueba de ADN mostró que es de ascendencia camerunesa, específicamente de la gente de Udeme del norte de Camerún. El tatarabuelo de Rock, Julius Caesar Tingman, fue esclavo durante 21 años antes de servir en la guerra civil estadounidense como parte de las Tropas de Color de los Estados Unidos. Durante la década de 1940, el abuelo paterno de Rock se mudó de Carolina del Sur a la ciudad de Nueva York para convertirse en predicador y conductor de taxis.
Rock fue llevado en autobús a las escuelas en los barrios predominantemente blancos de Brooklyn, donde soportó la intimidación y las palizas de los estudiantes blancos. A medida que crecía, la intimidación empeoró y los padres de Rock lo sacaron de la escuela secundaria. Abandonó la escuela secundaria por completo, pero luego obtuvo un GED. Rock luego trabajó en trabajos serviles en varios restaurantes de comida rápida.

## Carrera

### Carrera temprana
Lentamente fue subiendo al escenario en el circuito de comedia, además de obtener pequeños papeles en la película I'm Gonna Git You Sucka y la serie de televisión Miami Vice. Al ver su actuación en un club nocturno, Eddie Murphy se hizo amigo y fue mentor del aspirante a cómico. Murphy le dio a Rock su primer papel en el cine en Beverly Hills Cop II. 

### Saturday Night Live
Rock se convirtió en miembro del reparto de la popular serie de comedia de Saturday Night Live en 1990. Él y otros nuevos miembros del reparto Chris Farley, Adam Sandler, Rob Schneider y David Spade se hicieron conocidos como los Bad Boys de SNL. En 1991, lanzó su primer álbum de comedia, Born Suspect y ganó elogios por su papel de adicto al crack en la película New Jack City. Su permanencia en SNL le dio a Rock exposición nacional. 

### Éxito en el stand up comedy

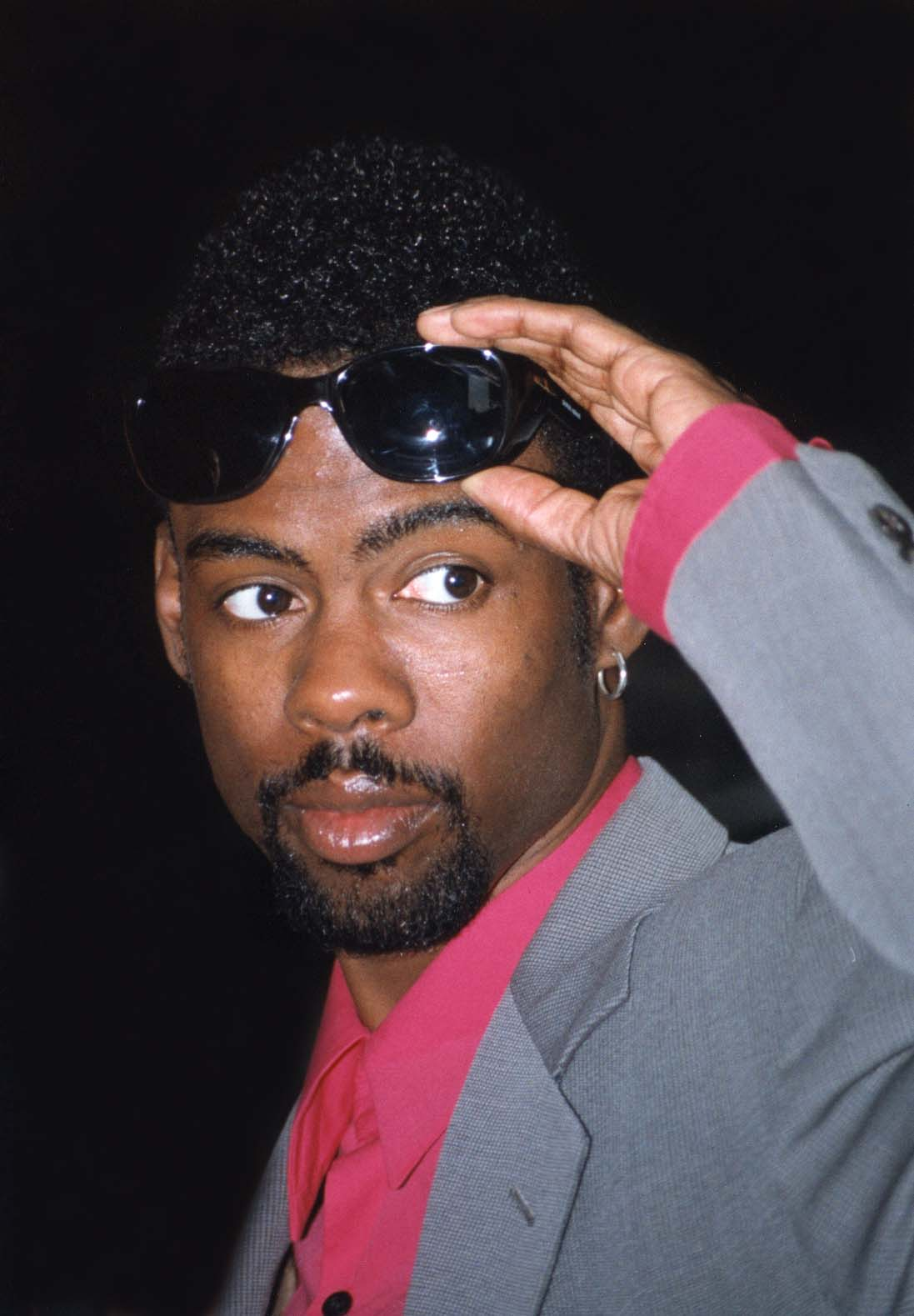
Chris Rock en 1993

Con planes de abandonar Saturday Night Live después de la temporada 1992-93, Rock fue efectivamente "despedido" del programa. A partir de ese otoño, apareció en seis episodios del programa de sketchs predominantemente afrodescendiente In Living Color como una estrella invitada especial. El espectáculo fue cancelado un mes después de su llegada. Rock luego escribió y protagonizó la comedia CB4 de bajo presupuesto, que ganó 18 millones de USD con un presupuesto de 6 millones de USD.
Rock protagonizó su primer especial de comedia de HBO en 1994 titulado Big Ass Jokes como parte de HBO Comedy Half-Hour. Su segundo especial, Bring the Pain de 1996, convirtió a Rock en uno de los comediantes más aclamados y comercialmente exitosos de la industria. Rock ganó dos premios Emmy por el especial y obtuvo una gran aclamación de la crítica. La pieza más conocida y controvertida del especial fue "Niggas vs. Black People". Aumentó su popularidad debido a su papel como comentarista de Comedy Central 's Politically Incorrect durante las elecciones presidenciales de 1996, por la cual obtuvo otra nominación al Emmy. Rock también fue la voz de la marioneta "Lil Penny", que fue el alter ego de la estrella de baloncesto Penny Hardaway en una serie de comerciales de calzado Nike de 1994-1998, y fue el presentador de los M97 Video Music Awards '97. 
Rock luego tuvo dos especiales más de comedia de HBO: Bigger & Blacker en 1999 y Never Scared en 2004. Los artículos relacionados con ambos especiales llamaron a Rock "el hombre más divertido de América" en Time  y Entertainment Weekly. HBO también transmitió su programa de entrevistas, The Chris Rock Show, que ganó la aclamación de la crítica por las entrevistas de Rock con celebridades y políticos. El programa ganó un Emmy por su guion. Su trabajo en televisión le ha valido un total de tres premios Emmy y 15 nominaciones. A finales de la década, Rock se estableció como uno de los comediantes preeminentes de su generación. 
Durante este tiempo, Rock también tradujo su comedia en forma impresa en el libro Rock This! y lanzó los álbumes de comedia ganadores del Premio Grammy, Roll with the New, Bigger & Blacker y Never Scared. 
El quinto especial de Rock para HBO, Kill the Messenger, se estrenó el 27 de septiembre de 2008 y le ganó otro premio Emmy por su excelente escritura para una variedad o programa de música. El primer especial, Chris Rock: Tamborine, se lanzó en Netflix el 14 de febrero de 2018, se filmó en la Academia de Música de Brooklyn. Los especiales marcaron los primeros especiales de conciertos del comediante lanzados en 10 años.

### Estrella de cine

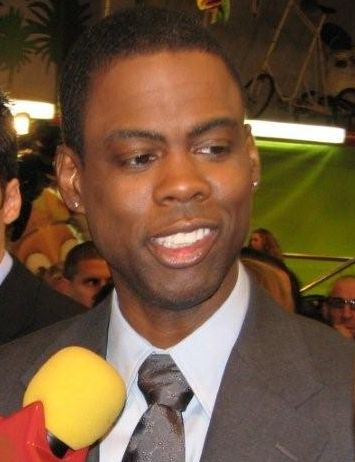
Rock en el estreno israelí de Madagascar: Escape 2 Africa, el 22 de noviembre de 2008

No fue sino hasta el éxito de su stand up a finales de la década de 1990 que Rock comenzó a recibir el estatus de protagonista en las películas. Aunque comenzó con papeles secundarios en películas como Dogma, Beverly Hills Ninja, Lethal Weapon 4 y Nurse Betty, pasó a protagonizar películas como The Longest Yard, Bad Company y Down to Earth. Algunas de sus apariciones en películas de 2010 incluyen Death at a Funeral, Grown Ups y 2 Days in New York. 
Rock también ha trabajado cada vez más detrás de la cámara, tanto como escritor y director de Head of State y I Think I Love My Wife (ambos en los que desempeñó el papel de protagonista). Además, ha realizado trabajos de doblaje en la franquicia de películas animadas de Madagascar, expresando la excéntrica cebra Marty.   
Tras el lanzamiento de su primer documental, Good Hair de 2009, Rock está trabajando en un documental sobre la deuda llamado Credit Is the Devil. 
En 2014, Rock escribió, dirigió y protagonizó la película aclamada por la crítica Top Five, que los críticos han comparado con Stardust Memories de Woody Allen. La película es un comentario social sobre la fama y la sociedad.

### Productor de televisión
En el otoño de 2005, la cadena de televisión UPN estrenó una serie de comedia llamada Everybody Hates Chris, basada levemente en los días escolares de Rock, de la cual él es el productor ejecutivo y narrador. El programa ha cosechado éxitos críticos y de audiencia. La serie fue nominada para un Globo de Oro 2006 a la Mejor Serie de TV (Musical o Comedia), un Premio People's Choice 2006 a la Nueva Comedia de Televisión Favorita, y dos Premios Emmy 2006 por vestuario y cinematografía. Produjo la serie Totally Biased with W. Kamau Bell, que se estrenó en agosto de 2012. 

### Premios de la Academia
A principios de 2005, Rock presentó la 77.ª ceremonia de los Premios de la Academia. La decisión de que Rock fuera el presentador de los premios fue vista por algunos como una oportunidad para aportar una "mejora" a la ceremonia y hacerla más relevante o atractiva para el público más joven. Bromeando, Rock abrió diciendo "¡Bienvenido a los 77.º y ÚLTIMOS Premios de la Academia!" Durante un segmento, Rock preguntó: "¿Quién es este tipo?" en referencia al actor Jude Law que aparentemente aparecía en cada película que Rock había visto ese año e implicaba que Law era un Tom Cruise de bajo alquiler (hizo una broma sobre los cineastas que apresuraban la producción cuando no podían conseguir los actores que querían: "Si quieres a Tom Cruise y todo lo que puedes obtener es Jude Law, ¡espera [para hacer la película]!") Posteriormente, un enojado Sean Penn subió al escenario para presentar y dijo: "En respuesta a la pregunta de nuestro anfitrión, Jude Law es uno de nuestros mejores actores jóvenes". (En ese momento, Penn y Law estaban grabando a All the King's Men.) Law no fue el único actor al que Rock rosteo esa noche, sin embargo, se volvió la broma en un momento dado, diciendo: "Si quieres a Denzel [Washington] y todo lo que puedes conseguir es a mí, ¡espera!" Según informes, los funcionarios más antiguos de Oscar estaban disgustados con el desempeño de Rock, que no elevó las calificaciones para la ceremonia. Rock también fue criticado por referirse a los Oscar como "idiotas" y por afirmar que los hombres heterosexuales no los miran, en una entrevista previa a la noche de los Oscar.
El 21 de octubre de 2015, la Academia de Artes y Ciencias Cinematográficas anunció que Rock sería el presentador de los 88.º Premios de la Academia. Cuando las nominaciones de actuación posteriores no incluyeron minorías raciales, Rock fue llamado a unirse al boicot de la ceremonia. Sin embargo, Rock declinó, declarando en la ceremonia que habría logrado poco ya que el espectáculo habría continuado de todos modos, con él simplemente reemplazado. En cambio, Rock habló de sus preocupaciones sobre la falta de diversidad en AMPAS en varios momentos durante el espectáculo, y cerró diciendo "Black Lives Matter".

### Premios de la Academia en 2022

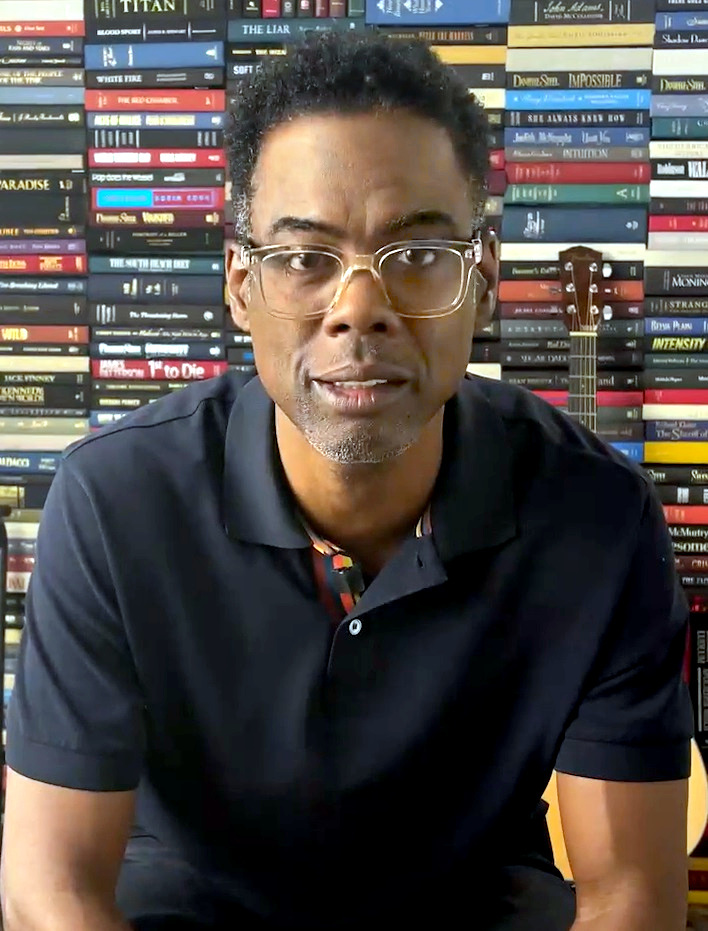
Rock en 2021

Rock presentó el premio a la Mejor Película Documental en la 94.ª edición de los Premios Óscar en marzo de 2022. Durante la ceremonia, Rock bromeó sobre la cabeza calva de Jada Pinkett Smith, causada por alopecia, que comparó con la cabeza rapada de Demi Moore en G.I. Jane, Will Smith -su marido- subió al escenario y le propinó un fuerte bofetón en la cara a Rock, a mano abierta, para luego regresar a su asiento y gritarle dos veces a Rock: — «¡Mantén el nombre de mi esposa fuera de tu maldita boca!»—.
Mientras aceptaba el premio al «Mejor actor» por la película King Richard, Smith se disculpó con la Academia y los demás nominados, pero no con Rock. Rock se negó a presentar un informe policial sobre el incidente ante el Departamento de Policía de Los Ángeles.

### Videos musicales
El primer video musical de Rock fue para su canción "Your Mother's Got a Big Head" de su álbum Born Suspect. Rock también hizo videos para sus canciones "Champagne" de Roll With the New y "No Sex (In the Champagne Room)" de Bigger & Blacker. 
Dirigió y apareció en el video musical de la canción de Red Hot Chili Peppers "Hump de Bump", y simplemente apareció en varios videos, incluido el video musical de Big Daddy Kane "Smooth Operator" como un chico que se corta el pelo, una de las muchas celebridades ven sincronización de labios en una canción de Johnny Cash God's Gonna Cut You Down ', un cameo en Bitch I'm Madonna, y como sheriff del oeste salvaje persiguiendo a una versión 1889 del vaquero de Lil Nas X en "Old Town Road".
También estuvo en el vídeo oficial de la canción Blame Game del artista Kanye West.

### Obras de teatro
En 2011, Rock apareció en Broadway en la obra de Stephen Adly Guirgis The Motherfucker with the Hat con Bobby Cannavale y Annabella Sciorra. Rock fue nominado para un Premio Drama League. En una entrevista con la revista Vibe, Rock declaró que eligió hacer Broadway porque quería que más personas lo vieran "realmente actuar". A veces, cuando haces comedia, puede ser un poco formulista, y es muy difícil para los buenos directores ver que puedes actuar".

## Estilo cómico y vistas
El tema de Rock generalmente involucra a la familia, la política, el romance, la música, las relaciones de clase y las relaciones raciales en los Estados Unidos. Aunque no es estrictamente autobiográfico, gran parte de su punto de vista cómico parece arraigado en su experiencia adolescente; sus padres estrictos, preocupados por las deficiencias del sistema escolar local, hicieron arreglos para que el adolescente Rock fuera transportado a una escuela secundaria casi completamente blanca en Bensonhurst (un barrio étnico italiano de Brooklyn conocido en ese momento por las malas relaciones raciales). En sus memorias Rock This, el comediante recuerda: "Mis padres asumieron que obtendría una mejor educación en un vecindario mejor. Lo que realmente obtuve fue una educación peor en un vecindario peor. Y un montón de latigazos ".
El comediante también ha expresado su incomodidad con la idea de que el éxito en la comedia de stand up, o, de hecho, en cualquier aspecto de la industria del entretenimiento, debería obligarlo a servir como modelo a seguir. En esta posición, se encuentra directamente en desacuerdo con uno de sus ídolos cómicos, Bill Cosby. Cosby ha reprendido a Rock tanto explícitamente por sus Niggas vs. Black People rastrea, e implícitamente, el uso intensivo de la palabra "nigger". Rock no ha flaqueado desde una posición explorada en su programa Roll With The New de 1996, y reiteró en sus memorias de 1997: "¿Por qué el público espera que los artistas se comporten mejor que todos los demás? Es ridículo... Por supuesto, esto es solo para artistas negros. No ves a nadie diciéndole a Jerry Seinfeld que es un buen modelo a seguir. Porque todos esperan que los blancos se comporten... Hoy en día, debes ser un artista y un líder. Es demasiado". A menudo, cuando se le pregunta sobre los paparazzi y otros aspectos negativos de la fama, el tema de los tabloides, Rock dice que acepta lo malo con lo bueno: "No puedes estar feliz de que el fuego cocine tu comida y enojarte te quema las yemas de los dedos".
En el concierto de Londres Live Earth el 7 de julio de 2007, que se transmitió en vivo por la BBC, antes de presentar a los Red Hot Chili Peppers, Rock llamó a la multitud "hijos de puta" y "mierda" después de un breve suspiro cuando dijo que estaba bromeando. Debido a que la transmisión fue a las 17:45 Rock fue interrumpido de inmediato, y la BBC se disculpó por su uso de la palabra "hijo de puta".
Chris Rock ha sido un ávido fanático del equipo de béisbol de los Mets de Nueva York desde la infancia. Él se quejó de que su equipo "no tenía dinero" en una diatriba cómica durante una entrevista de 2011 con David Letterman.

## Influencias
Las influencias de la comedia del Rock son Bill Cosby, Redd Foxx, Dick Gregory, Flip Wilson, Richard Pryor, Steve Martin, Pigmeat Markham, Woody Allen, Eddie Murphy, Sam Kinison, George Carlin, Mort Sahl, y Rodney Dangerfield.  
Los comediantes que han afirmado que Rock es una influencia son Dave Chappelle, Christian Finnegan, George Lopez, Kevin Hart, y Trevor Noah.  

## Vida personal
Rock se casó con Malaak Compton-Rock el 23 de noviembre de 1996. Compton-Rock es la fundadora y directora ejecutiva de StyleWorks, un salón de servicio completo sin fines de lucro que brinda servicios gratuitos para mujeres que dejan los programas sociales y entran a la fuerza laboral. La pareja vivía en Alpine, Nueva Jersey con sus dos hijas, Lola Simone (nacida en 2002) y Zahra Savannah (nacida en 2004). En diciembre de 2014, Rock anunció que había solicitado el divorcio de Compton-Rock. Rock admitió su infidelidad en el matrimonio, además de luchar con una adicción al porno. El divorcio se finalizó el 22 de agosto de 2016.
Rock es un crítico abierto de los perfiles raciales y a menudo habla del "racismo cotidiano" que afirma experimentar, a pesar de ser famoso. En un episodio de 2013 de Comedians in Cars Getting Coffee con Jerry Seinfeld, Rock y Seinfeld son detenidos por la policía por exceso de velocidad mientras Seinfeld conducía. En el episodio, Rock admite a Seinfeld que "si no estuvieras aquí, me daría miedo. Sí, soy famoso, todavía negro". En 2015, Rock fue detenido tres veces en los primeros tres meses del año. Cada vez que Rock publicó un selfie del incidente, sin más comentarios sobre el motivo de las paradas o si se le emitió una citación.
El 25 de junio de 2019, The New York Times Magazine incluyó a Chris Rock entre cientos de artistas cuyo material fue destruido en el Incendio de Universal Studios de 2008. El 20 de agosto de 2019, Rock, junto con varias otras celebridades, invirtió en una ronda de financiación para Lowell Herb Co, una marca de cannabis de California. Es conocido por ser "un consumidor dedicado de cannabis".

## Filmografía

### Cine
| Año  | Título                                       | Rol                                  |
| ---- | -------------------------------------------- | ------------------------------------ |
| 1987 | Beverly Hills Cop II                         | Playboy Mansion Valet                |
| 1988 | I'm Gonna Git You Sucka                      | Rib Joint Customer                   |
| 1991 | New Jack City                                | Pookie                               |
| 1992 | Boomerang                                    | Bony T                               |
| 1993 | CB4                                          | Albert Brown/M.C. Gusto              |
| 1995 | The Immortals                                | Deke Anthony                         |
| 1995 | Panther                                      | Yuck Mouth                           |
| 1996 | Sgt. Bilko                                   | 1st Lt. Oster                        |
| 1997 | Beverly Hills Ninja                          | Joey Washington                      |
| 1998 | Dr. Dolittle                                 | Rodney (voz)                         |
| 1998 | Lethal Weapon 4                              | Detective Lee Butters                |
| 1999 | Torrance Rises                               | Él mismo                             |
| 1999 | Dogma                                        | Rufus                                |
| 2000 | Persiguiendo a Betty                         | Wesley                               |
| 2001 | Down to Earth                                | Lance Barton                         |
| 2001 | A. I. inteligencia artificial                | Meca Comediante (voz)                |
| 2001 | Pootie Tang                                  | JB/Radio DJ/Pootie's Father          |
| 2001 | Osmosis Jones                                | Osmosis Jones (voz)                  |
| 2001 | Jay and Silent Bob Strike Back               | Chaka Luther King                    |
| 2002 | Bad Company                                  | Jake Hayes Kevin Pope Michael Turner |
| 2002 | Comedian                                     | Él mismo                             |
| 2003 | Pauly Shore Is Dead                          | Himself                              |
| 2003 | Head of State                                | Mays Gilliam                         |
| 2004 | The N-Word                                   | Él mismo                             |
| 2004 | Paparazzi                                    | Pizza Delivery Guy                   |
| 2005 | The Aristocrats                              | Él mismo                             |
| 2005 | Madagascar                                   | Marty (voz)                          |
| 2005 | The Madagascar Penguins in a Christmas Caper | Marty (voz)                          |
| 2005 | The Longest Yard                             | James "Caretaker" Farrell            |
| 2007 | I Think I Love My Wife                       | Richard Marcus Cooper                |
| 2007 | Bee Movie                                    | Mooseblood the Mosquito (voz)        |
| 2008 | You Don't Mess with the Zohan                | Conductor de taxi                    |
| 2008 | Madagascar 2                                 | Marty y otras cebras (voz)           |
| 2009 | Good Hair                                    | Él mismo                             |
| 2010 | Death at a Funeral                           | Aaron                                |
| 2010 | Grown Ups                                    | Kurt McKenzie                        |
| 2012 | 2 Days in New York                           | Mingus Robinson                      |
| 2012 | What to Expect When You're Expecting         | Vic                                  |
| 2012 | Madagascar 3: Europe's Most Wanted           | Marty (voz)                          |
| 2013 | Madly Madagascar                             | Marty (voz)                          |
| 2013 | Grown Ups 2                                  | Kurt McKenzie                        |
| 2014 | Top Five                                     | Andre Allen                          |
| 2015 | A Very Murray Christmas                      | Él mismo                             |
| 2017 | Sandy Wexler                                 | Él mismo                             |
| 2018 | The Week Of                                  | Kirby Cordice                        |
| 2018 | Nobody's Fool                                | Lawrence                             |
| 2019 | Dolemite Is My Name                          | Daddy Fatts                          |
| 2020 | The Roads Not Taken                          | Adam                                 |
| 2020 | The Witches                                  | Narrador                             |
| 2021 | Spiral                                       | Det. Ezekiel "Zeke" Banks            |
| 2022 | Amsterdam                                    | Milton King                          |
| TBA  | Canterbury Glass                             |                                      |

### Televisión
| Año           | Título                                          | Rol                    | Notas                                                        |
| ------------- | ----------------------------------------------- | ---------------------- | ------------------------------------------------------------ |
| 1987          | Miami Vice                                      | Carson                 | Episodio: "Missing Hours"                                    |
| 1990-1993     | Saturday Night Live                             | Varios                 | 59 episodios                                                 |
| 1993-1994     | In Living Color                                 | Varios                 | 6 episodios                                                  |
| 1994          | HBO Comedy Half-Hour                            | Él mismo               | Especial stand-up                                            |
| 1995          | The Fresh Prince of Bel-Air                     | Maurice/Jasmine        | Episodio: "Get a Job"                                        |
| 1996-1998     | The Moxy Show                                   | Flea                   | Voz; Sin acreditar                                           |
| 1996          | Martin                                          | Valentino              | Episodio: "The Love Jones Connection"                        |
| 1996          | Homicide: Life on the Street                    | Carver                 | Episodio: "Requiem for Adena"                                |
| 1996          | 1996 Billboard Music Awards                     | Él mismo (presentador) | Especial                                                     |
| 1996          | Chris Rock: Bring the Pain                      | Especial               | Especial stand-up                                            |
| 1996          | Saturday Night Live                             | Él mismo (presentador) | Episodio: "Chris Rock/The Wallflowers"                       |
| 1997          | 1997 MTV Video Music Awards                     | Él mismo (presentador) | Especial                                                     |
| 1997          | Happily Ever After: Fairy Tales for Every Child | Woody                  | Voz; Episodio: "Pinocchio"                                   |
| 1997-2000     | The Chris Rock Show                             | Himself (host)         | 37 episodio; también creador, escritor, productor ejecutivo  |
| 1998          | King of the Hill                                | Roger "Booda" Sack     | Voz; Episodio: "Traffic Jam"                                 |
| 1998          | Mr. Show with Bob and David                     | Él mismo               | Episodio: "Eat Rotten Fruit from a Shitty Tree"              |
| 1999          | Chris Rock: Bigger & Blacker                    | Él mismo               | Especial stand-up                                            |
| 1999          | 1999 MTV Video Music Awards                     | Él mismo (presentador) | Especial                                                     |
| 2000          | DAG                                             | Él mismo               | Episodio: "Pilot"                                            |
| 2003          | 2003 MTV Video Music Awards                     | Él mismo (presentador) |                                                              |
| 2003          | The Bernie Mac Show                             | Él mismo               | Episodio: "Pink gold"                                        |
| 2004          | Chris Rock: Never Scared                        | Él mismo               | Stand-up                                                     |
| 2005          | 77th Academy Awards                             | Él mismo (presentador) | Especial                                                     |
| 2005-2009     | Everybody Hates Chris                           | Narrator/Mr. Abbott    | 88 episodios; también creador, escritor, productor ejecutivo |
| 2008          | Chris Rock: Kill the Messenger                  | Él mismo               | Stand-up                                                     |
| 2009          | Merry Madagascar                                | Marty                  | Voz                                                          |
| 2011-2012     | Louie                                           | Él mismo               | 2 episodios                                                  |
| 2012          | Tosh.0                                          | Él mismo               | Episodio: "How to Draw Guy"                                  |
| 2013          | A.N.T. Farm                                     | Él mismo               | Episodio: "Animal HusbANTry"                                 |
| 2013          | Real Husbands of Hollywood                      | Himself                | Episode: "Rock, Paper, Stealers"                             |
| 2013          | Comedians in Cars Getting Coffee                | Himself                | Episode: Kids Need Bullying                                  |
| 2014          | BET Awards 2014                                 | Himself (host)         | TV special                                                   |
| 2014          | Saturday Night Live                             | Himself (host)         | Episode: "Chris Rock/Prince"                                 |
| 2015          | Broad City                                      | Himself                | Voice; Episode: "Mochalatta Chills"                          |
| 2015          | Empire                                          | Frank Gathers          | Episodio: "The Devils Are Here"                              |
| 2015          | The Jim Gaffigan Show                           | Él mismo               | Episodio: "The Bible Story"                                  |
| 2015          | Amy Schumer: Live at the Apollo                 | N/A                    | Stand-up especial; Director                                  |
| 2015          | The Eric Andre Show                             | Él mismo               | Episode: "Bird Up!"                                          |
| 2015          | Saturday Night Live 40th Anniversary Special    | Él mismo               | Especial de televisión                                       |
| 2016          | 88th Academy Awards                             | Él mismo (presentador) | Especial de televisión                                       |
| 2018          | Chris Rock: Tamborine                           | Él mismo               | Stand-up special                                             |
| 2018          | Kevin Can Wait                                  | Dennis                 | Episodio: "A Band Done"                                      |
| 2020          | Fargo                                           | Loy Cannon             | 10 episodios                                                 |
| 2020          | Saturday Night Live                             | Él mismo (presentador) | Episodios: "Chris Rock/Megan Thee Stallion"                  |
| 2024-presente | Everybody Still Hates Chris                     | Narrador               | Voz                                                          |

### Productor ejecutivo
| Año       | Título                            | Notas        |
| --------- | --------------------------------- | ------------ |
| 1998-2002 | The Hughleys                      | 89 episodios |
| 2012-2013 | Totally Biased with W. Kamau Bell | 64 episodios |
| 2017-2018 | The Rundown with Robin Thede      | 24 episodios |

## Discografía
| Año  | Álbum            | Posiciones pico | Posiciones pico | Certificaciones |
| Año  | Álbum            | U.S. R&B        | U.S. R&B        | Certificaciones |
| ---- | ---------------- | --------------- | --------------- | --------------- |
| 1991 | Born Suspect     | -               | -               |                 |
| 1997 | Born Suspect     | 93              | 41              |                 |
| 1999 | Bigger & Blacker | 44              | 26              |                 |
| 2005 | Bigger & Blacker | -               | -               |                 |